# Episodi di A.N.T. Farm - Accademia Nuovi Talenti (prima stagione)
La prima stagione della serie televisiva A.N.T. Farm - Accademia Nuovi Talenti è stata trasmessa negli Stati Uniti dal 6 maggio 2011 al 13 aprile 2012 su Disney Channel.
In Italia un'anteprima di 10 minuti e sigla della serie è stata mostrata il 10 settembre 2011 su Disney Channel (Italia), dove la serie è stata trasmessa dal 7 ottobre 2011 al 19 ottobre 2012.
| nº    | Titolo originale           | Titolo italiano                    | Prima TV USA      | Prima TV Italia  |
| ----- | -------------------------- | ---------------------------------- | ----------------- | ---------------- |
| 1     | transplANTed               | TrapiANTati                        | 6 maggio 2011     | 7 ottobre 2011   |
| 2     | participANTs               | L'importANTe è partecipare         | 17 giugno 2011    | 14 ottobre 2011  |
| 3     | the PhANTom Locker         | Il fANTasma dell'armadietto        | 24 giugno 2011    | 21 ottobre 2011  |
| 4     | sciANTs Fair               | L'importANTe è il voto             | 1º luglio 2011    | 11 novembre 2011 |
| 5     | studANT Council            | Il nuovo rappresentANTe            | 8 luglio 2011     | 18 novembre 2011 |
| 6     | bad romANTs                | Il romANTico Gibson                | 15 luglio 2011    | 28 ottobre 2011  |
| 7     | the informANT              | Squadra ANTi crimine               | 29 luglio 2011    | 9 marzo 2012     |
| 8     | replicANT                  | ReplicANTe                         | 12 agosto 2011    | 25 novembre 2011 |
| 9     | clairvoyANT                | fANTastiche visioni                | 19 agosto 2011    | 28 dicembre 2011 |
| 10    | managemANT                 | Il manager della cantANTe          | 26 agosto 2011    | 5 gennaio 2012   |
| 11    | philANThropy               | FilANTropia                        | 16 settembre 2011 | 13 gennaio 2012  |
| 12    | fraudulANT                 | Un artista birbANTe                | 23 settembre 2011 | 20 gennaio 2012  |
| 13    | the replacemANT            | Un insopportabile insegnANTe       | 30 settembre 2011 | 27 gennaio 2012  |
| 14    | mutANT farm                | MutANT farm                        | 7 ottobre 2011    | 17 febbraio 2012 |
| 15    | cANTonese style cuisine    | Cucina cANTonese                   | 28 ottobre 2011   | 3 febbraio 2012  |
| 16    | ignorANTs is bliss         | IgnorANTe e beata                  | 4 novembre 2011   | 10 febbraio 2012 |
| 17    | slumber party ANTics       | l'ANTi pigiama party               | 18 novembre 2011  | 24 febbraio 2012 |
| 18 19 | america needs talANT       | America Needs TalANT               | 25 novembre 2011  | 8 settembre 2012 |
| 20    | sANTa's little helpers     | I piccoli aiutANTi di Babbo Natale | 9 dicembre 2011   | 23 dicembre 2011 |
| 21    | you're the one that i wANT | Un musical fANTastico              | 20 gennaio 2012   | 20 aprile 2012   |
| 22    | PerformANTs                | PerformANTi                        | 27 gennaio 2012   | 27 aprile 2012   |
| 23    | Some EnchANTed Evening     | Una serata incANTevole             | 24 febbraio 2012  | 16 marzo 2012    |
| 24    | PatANT Pending             | Lo zaino autogonfiANTe             | 2 marzo 2012      | 4 maggio 2012    |
| 25    | ballet dANTser             | Football danzANTe                  | 30 marzo 2012     | 11 maggio 2012   |
| 26    | body of evidANTs           | Prove schiacciANTi                 | 13 aprile 2012    | 19 ottobre 2012  |

## TrapiANTati
- Titolo originale: TranspiANTed
- Diretto da: Bob Koherr
- Scritto da: Dan Signer

### Trama
Chyna è al suo primo giorno di liceo perché a soli undici anni viene inserita nel programma A.N.T (Accademia Nuovi Talenti), una classe composta di ragazzi talentuosi molto giovani immersi in un contesto liceale che a dire la verità li spaventa. Chyna nella sua nuova classe conosce Olive, una ragazza che ha il talento di memorizzare tutto ciò che vede, sente o legge, e Fletcher, un ragazzino che si presenta come scultore e pittore. La sera, i tre amici decidono di andare alla festa di Lexi, la liceale più temuta della scuola, cosicché i piccoli viventi liceali possano dimostrare che sono grandi. Per scampare alla vista del padre poliziotto di China, Fletcher costruisce delle statue di cera rappresentanti lui, China e Olive ma una delle statue viene lasciata vicino a una lampada e si scioglie così il padre di China scopre l'inganno e si dirige alla festa. Qui accade un fatto spiacevole: Olive gasata da una bevanda energetica spinge China che spinge Fletcher contro le casse acustiche così la festa è rovinata. Per fortuna China si mette a cantare la festa è salva fino a che non arriva il padre di China che la umilia riportandola a casa ma lei il giorno dopo ha il coraggio di tornare al liceo e gli amici sono molto contenti.

## L'importANTe è partecipare
- Titolo originale: participANTs
- Diretto da: Bob Koherr
- Scritto da: Dan Signer

### Trama
A scuola ci sono le selezioni per le cheerleader. Lexi convince China a partecipare, ma solo per farle fare esercizi duri che potranno impedirle di fare le audizioni per il musical della scuola "Candy Town". Infatti, dopo questo China si ingessa le mani e la gamba destra e perde la voce, ma alla fine quando partecipa alle audizioni per il musical, viene accettata comunque.
Intanto, Fletcher entra nel club di Cameron per salvare la fame nel mondo, ma in realtà Cameron raccoglie fondi dalla scuola per comprare quintali di ali di pollo fritte.
- Guest star: Alessandra De Berry

## Il fANTasma dell'armadietto
- Titolo originale: the phANTom locker
- Diretto da: Bob Koherr
- Scritto da: Dan Signer

### Trama
Cameron è stufo di avere come vicina di armadietto Olive, e per spaventarla le racconta che il suo armadietto è infestato da un fantasma. Olive spaventata si trasferisce nell'armadietto di Chyna ma dopo poco tempo riesce a far perdere la pazienza anche a lei che quindi cerca di aiutarla a superare la sua paura. Intanto Fletcher è impegnato a fare un ritratto alla sua preside, molto insistente.

## L'importANTe è il voto
- Titolo originale: sciANTs fair
- Diretto da: Bob Koherr
- Scritto da: Dan Signer

### Trama
Chyna rimane sveglia tutta la notte a vedere il suo programma preferito senza studiare per la verifica il giorno dopo. Quando però vede di aver preso una A senza meritarselo comincia a credere che i professori abbiano delle preferenze verso gli A.N.T. Così sbaglia di proposito il suo progetto con Olive credendo di prendere una A ma si stupisce quando però prende una F. L'insegnante così ammette di aver messo a tutti una A perché era stanco. Intanto Lexi e Cameron trovano il telefono della preside e mandano messaggi agli insegnanti per avere meno compiti ma alla fine vengono scoperti.

## Il nuovo rappresentANTe
- Titolo originale: studANT council
- Diretto da: Bob Koherr
- Scritto da: Dan Signer

### Trama
Chyna è arrabbiata per il fatto di non poter partecipare agli eventi scolastici. Olive la incoraggia a candidarsi come rappresentante degli A.N.T. senza dirgli che però essere rappresentanti è una cosa orribile. Dopo che Chyna lo scopre fa in modo di candidare anche Olive e farla vincere, dopo cominciano a litigare facendo in modo tutte e due di far vincere l'altra. Alla fine nessuna delle due vengono elette ma al contrario vince Cameron. Intanto Fletcher cerca di piacere al padre di Chyna per arrivare a lei.
- Guest star: Aedin Minks, Alexandra De Berry

## Il romANTico Gibson
- Titolo originale: bad romANTs
- Diretto da: Bob Koherr
- Scritto da: Dan Signer

### Trama
Fletcher continua a far la corte a Chyna, ma lei è troppo occupata a pensare a Gibson che le rivela di sentirsi molto solo. Da allora Gibson passa molto tempo coi due ragazzi che si stancano e cercano di trovargli una fidanzata. Ma poi Gibson gli racconta di aver già avuto una ragazza a cui non smette mai di pensare, Sophie. Quindi decidono di farli ritrovare però scoprono che Sophie è in prigione. Nonostante questo problema vanno ugualmente in prigione a farle visita. Quando Sophie e Gibson si rincontrano si accorgono di essere ancora innamorati l'uno dell'altra e questo è un bene per Chyna e Fletcher che non avranno più Gibson tra i piedi.
- Guest star: Aedin Minks, Alexandra De Berry
- Nota: in questo episodio è assente Cameron Parks.

## Squadra ANTi crimine
- Titolo originale: The InformANT
- Diretto da: Bob Koherr
- Scritto da: Stephen Engel

### Trama
Darryl regala a Chyna una borsa dall'armadietto delle prove della polizia e finge di apprezzare il dono del padre. Ma quando Fletcher dice a Chyna e Olive una "Points Pudding" che cerca di mangiare tanto per comprare una nuova borsa, Darryl trova la nuova borsa dentro la borsa che gli ha regalato e invia un ufficiale di polizia: Agente 3-9, sotto copertura. Quando Chyna, Fletcher e Olive scoprono che "Charlie Brown" è un poliziotto che li sta spiando, fanno finta che stanno derubando una casa ma alla fine il padre e Chyna si abbracciano.
- Guest Star: Finesse Mitchel

## ReplicANTe
- Titolo originale: replicANT
- Diretto da: Bob Koherr
- Scritto da: Dan Signer

### Trama
Negli A.N.T. si aggiunge un nuovo ragazzo, Nigel, un inglese che frequenta le lezioni grazie ad un monitor. Così Fletcher diventa geloso di questo robot che gira intorno alla sua Chyna. La ragazza s'innamora e quindi invita Nigel a pattinare. Fletcher va fuori di testa e quindi, con l'aiuto di Angus, si intromette nel computer di Nigel e finge di essere lui, insultando Chyna. Alla fine lei scopre tutto quanto e spiega a Nigel che ancora non è pronta per una relazione con un ragazzo. Intanto Cameron arriva ad essere primo in un gioco elettronico, ma quando va a vedere la classifica, si accorge che un certo O.D.D. È arrivato prima di lui. In realtà è Olive che aveva memorizzato tutti i quadri del gioco. Cameron ed Olive organizzano una grande sfida a questo videogioco, ma il cortocircuito causato da Fletcher e Angus cancella tutti i punteggi.
- Guest star: Aedin Minks
- Nota: in questo episodio è assente Lexi Reed.

## fANTastiche visioni
- Titolo originale: clairvoyANT
- Diretto da: Adam Weissman
- Scritto da: Stephen Engel

### Trama
La preside Skidmore organizza una premiazione tra gli studenti. Tutti ricevono un premio tranne Cameron che si rattrista molto. China decide di fargli vincere un premio e prepara una lista, ma Cameron non riesce a svolgere nessuna delle cose presenti nella lista. Quindi China e Olive fanno credere a Cameron che lui sia un veggente e fanno avverare tutte le sue predizioni, ma lui predice che un asteroide causerà la fine del mondo, allora durante una riunione scolastica si offre di andare nello spazio per deviare la rotta dell'asteroide. China si vede costretta a dirgli la verità e il giorno dopo Angus fa un video musicale con le parole usate da Cameron nella riunione, Cameron anziché rimanere deluso si entusiasma e pensa di vincere il premio per il video più visto su Internet. Alla premiazione Cameron non vince quel premio che viene vinto da Angus per il suo video di quando aveva dimenticato i pantaloni.
- Guest star: Aedin Minks, Alexandra De Berry, Finesse Mitchell, Elise Neal
- Nota: in questo episodio è assente Lexi Reed.

## Il manager della cantANTe
- Titolo originale: managemANT
- Diretto da: Mark Cendrowski
- Scritto da: Mark Jordan Legan & Jeny Quine

### Trama
Cameron accidentalmente carica un video di canto di Chyna e un produttore musicale che lo vede vuole fare un video musicale. Ma cambia il suo nome in "Maccheroni al formaggio" e le fa indossare un costume di formaggi a pasta filata. Cameron diventa suo manager e cerca di far fare a Chyna il video. Fletcher e Paisley e Olive e Angus competono in una casa-economia.
- Nota: in questo episodio è assente Lexi Reed.

## filANTropia
- Titolo originale: philANTropy
- Diretto da: Phill Lewis
- Scritto da: Mark Jordan Legan & Jeny Quine

### Trama
Quando la scuola non può permettersi di pagare lo stipendio di Gibson, lui viene licenziato. Così Chyna, Olive, e Fletcher cercano di raccogliere fondi facendo un webethon chiamato "Salvate Gibson". Nel frattempo, Cameron finge di essere un uomo anziano, perché Lexi ha bisogno di mostrare un anziano di cui fa finta di occuparsi per vincere un concorso di bellezza.

## Un artista birbANTe
- Titolo originale: fraudulANT
- Diretto da: Phil Lewis
- Scritto da: Jeff Hodsden & Tim Pollock

### Trama
Fletcher incontra un vecchio artista, ormai non più in carriera, a cui regala un suo quadro. Però l'artista inganna Fletcher facendo suo il quadro di Fletcher in una galleria d'arte, così China, Olive, Fletcher, Angus e la mascotte scolastica decidono di riprendere il quadro alla mostra. Intanto Lexi e Paisley aiutano la madre di China ad una festa per bambine, e per decidere chi avrebbe dovuto fare la principessa fanno decidere ai bambini.
- Guest star: Aedin MInks, Ernie Grunwald
- Nota: in questo episodio è assente Cameron Parks.

## Un insopportabile insegnANTe
- Titolo originale: the replacemANT
- Diretto da: Phill Lewis
- Scritto da: Mark Jordan Legan

### Trama
Chyna dimentica l'autorizzazione della gita. Non si preoccupa perché il professor McMilan non si arrabbia mai. Invece stavolta perde la pazienza e si licenzia. Skidmore prende Olive come insegnante di storia, ma i ragazzi se ne approfittano. Chyna per sbaglio dice a Olive di essere più dura con gli studenti. Ma Olive esagera e diventa spietata, tanto che mette Chyna e Lexi in punizione. Così tutti vogliono liberarsi di "Miss Doyle". Chyna e Lexi mettono un orso nella classe, ma invece di Olive entra la preside Skidmore. Il giorno dopo Chyna dimentica di nuovo l'autorizzazione e Olive perde la pazienza come il signor McMilan. Diventa la vecchia Olive. Intanto Cameron deve scrivere una relazione sul proprio eroe, ma siccome non può scriverla su Batman, la scrive su suo padre. Scopre che anche se questo è un poliziotto, non vive poi così avventurosamente. Poi, insieme, catturano un ladro.

## MutANT farm
- Titolo originale: MutANT farm
- Diretto da: Adam Weissman
- Scritto da: Dan Signer

### Trama
Questo episodio è la versione di Halloween dell'episodio "Trapiantati". È il primo giorno di China nel programma "mutANT" dove gli ANT e Gibson sono mostri, invece i ragazzi più grandi sono esseri umani, così i ruoli gerarchici sociali si sono invertiti e i ragazzi più grandi hanno paura degli ANT. China è Medusa e si adatta ai suoi amici: Olive è una scienziata pazza, Fletcher è un vampiro, Angus è uno zombie mentre Gibson, che è una mummia, aiuta gli mutANTs ad organizzare il ballo di Halloween.
- Note: Questo episodio è uno speciale di Halloween dove viene cambiata la sigla e vengono aggiunti degli urli.
- Canzone presente: "Calling All The Monster" (China Anne McClain)
- Guest star: Finesse Mitchel, Aedin Minks

## Cucina cANTonese
- Titolo originale: cANTonese Style Cuisine
- Diretto da: Adam Weissman
- Scritto da: Dan Signer

### Trama
Chyna è entusiasta di incontrare Madam Goo Goo e ottiene il suo numero di telefono. Quando Chyna e Olive vanno in una fabbrica di biscotti della fortuna, Chyna si rende conto che ha perso il numero.
- Guest star: Aedin Minks
- Nota: in questo episodio è assente Cameron Parks.

## IgnorANTe e beata
- Titolo originale: IgnorANTs is bliss
- Diretto da: Adam Weissman
- Scritto da: Jeff Hodsen & Tim Pollock

### Trama
A causa di un rumore assordante provocato da Fletcher, Olive perde la memoria. Così Chyna, Fletcher e Angus fanno di tutto per fargliela tornare, ma la Preside Skidmore la manda via dal programma ANT. Nel frattempo, Lexi e Cameron entrano nella mostra canina di Gibson.

## L'ANTi pigiama party
- Titolo originale: Slumber Party ANTics
- Diretto da: Jon Rosenbaum
- Scritto da: Mark Jordan Legan

### Trama
Chyna e Olive non vengono invitate al pigiama party di Lexi, così fanno un anti pigiama party ma non invitano Lexi. Intanto Fletcher accetta di aiutare Cameron a creare un personaggio dei fumetti, al fine di avvicinarsi a Chyna e le "ragazze".
- Guest star: Alexandra De Berry

## America Needs TalANT
- Titolo originale: america needs talANT
- Diretto da: Victor Gonzalez
- Scritto da: Jeny Quine & Dan Signer

### Trama
Alla Webster High sta per arrivare un reality show chiamato "America Needs Talent", tutti vorrebbero fare le audizioni, però le uniche persone che vengono scelte sono Chyna e Lexi. Ma Darryl, il padre di Chyna ha paura dell'aereo, alla fine Darryl insieme a Chyna, Olive, Fletcher, Cameron vanno a Los Angeles con l'auto e finiscono per andare a Solvang in California, dove vengono perseguitati da un tricheco dopo che Darryl, lo insulta suonando il clacson, ma alla fine vengono intrappolati in un mulino a vento. Alla fine Darryl, Olive, Fletcher, e Cameron finiscono sulla turbina del mulino a vento, ma Chyna li salva facendosi scivolare attraverso le sbarre ricoperta di olio di pesce per premere l'interruttore. Durante tutto questo, a Hollywood, la valigia di Lexi viene scambiata per una valigia piena di soldi, così Lexi e Paisley cercano di ritrovarla. Dopo un po', Chyna arriva giusto in tempo per lo spettacolo, alla fine Chyna e Lexi passano in finale. Lexi finge di essere amica di Chyna e finiscono per diventare compagne di stanza nell'hotel. Lexi cerca anche di rubare la canzone di Chyna, ma Chyna capisce tutto. Così Paisley dà a Lexi una canzone falsa, costumi e oggetti di scena da utilizzare per lo spettacolo e Lexi finisce per essere umiliata. Dopo Chyna dice a Lexi che ci sono abbastanza riflettori per entrambe e finiscono per abbracciarsi. Nel frattempo, Olive e Paisley partecipano a un concorso, dove Paisley preme in continuazione il pulsante e da risposte stupide. Mentre Cameron, Fletcher e Darryl aspettano in fila per un camion di cibo.
- Note: L'episodio è uno speciale di un'ora, divisa in due parti.
- Canzoni presenti: Beautiful (China Anne McClain)
- Guest star: Finesse Mitchel, Aedin Minks, Alessandra De Berry

## I piccoli aiutANTi di Babbo Natale
- Titolo originale: sANTa's Little Helpers
- Diretto da: Jon Rosenbaum
- Scritto da: Niya Palmer

### Trama
La preside Skidmore chiede a Chyna, Olive e Fletcher di costruire dei giocattoli per i bambini di un orfanotrofio. Ma poi scoprono la sua truffa, che la Skidmore vende i giocattoli per trarne un personale. Così costruiscono dei giocattoli per vendicarsi dalla Skidmore, ma questi vengono realmente inviati all'orfanotrofio, dalla Skidmore pentita, quindi devono avere i giocattoli indietro. Nel frattempo Darryl segue Roxanne per sapere cosa vuole per Natale mentre Lexi e Paisley lavorano come renne per incartare i regali al centro commerciale. Ma poi il proprietario vede che non ci sono più babbo natale e l'elfo e le assume Lexi come babbo natale e paisly come elfo.
- Guest star: Alessandra De Berry, Finesse Mitchel, Else Neal

## Un musical fANTastico
- Titolo originale: You're the One That I wANT
- Diretto da: Steve Hoefer
- Scritto da: Megan Amram

### Trama
Quando Chyna ottiene il ruolo nel musical della scuola. Lexi e Fletcher cercano di sabotare lo spettacolo per non far innamorare Jared e Chyna. Nel frattempo, Cameron scopre che Gibson ha vissuto sempre a scuola e gli offre di stare nel suo salotto.

## PerformANTi
- Titolo originale: performANTs
- Diretto da: Victor Gonzalez
- Scritto da: Dan Signer

### Trama
China, Olive, Fletcher e Angus vogliono andare al concerto dei "Macellai Sanguinari", ma sanno che la madre di China è protettiva e non li lascerebbe mai andare, così Olive dice che il gruppo si chiama "I Soffici Amici Felici", e che sono un gruppo per bambini. Così, China riesce ad ottenere il permesso, ma sua mamma vuole venire con loro. Così preparano i costumi e registrano la musica, per fare finta di suonare al concerto, dopo aver mandato via i Macellai Sanguinari. Alla fine verranno comunque scoperti. Intanto, Cameron cerca di entrare nel backstage del gruppo.
- Guest star: Aedin Minks, Elise Neal

## Una serata incANTevole
- Titolo originale: Some EnchANTed Evening
- Diretto da: Adam Weissman
- Scritto da: Stephen Engel

### Trama
Fletcher chiede a Chyna di uscire, ma Olive dice di mentire in modo da non far soffrire i sentimenti di Fletcher. Chyna dice che ha un fidanzato, così anche Fletcher dice di avere una fidanzata. Olive suggerisce che dovrebbe raddoppiare la data così i due devono trovare le date false. Nel frattempo, Gibson fa da allenatore alla squadra di cheerleading di Lexi.
- Guest star: Caroline Sunshine, Aedin Minks
- Nota: in questo episodio è assente Cameron Parks.

## Lo zaino autogonfiANTe
- Titolo originale: patANT pending
- Diretto da: Bob Koherr
- Scritto da: Stephen Engel & Mark Jordan Legan

### Trama
Olive e Fletcher creano uno zaino massaggiatore dopo che Chyna non ama il suo. Olive e Fletcher decidono di non raccontare niente a Chyna, ma quando lei li vede comportarsi in modo strano, Chyna crede che Olive e Fletcher sono fidanzati e gli chiede di baciarsi, ma Olive non vuole farlo. Alla fine, votano quale zaino fare, rendendo Olive in disaccordo con tutto ciò che ha detto Chyna. Nel frattempo, Lexi finge di essersi rotta le braccia e le gambe, per ottenere l'attenzione degli altri come Paisley, ma quando Lexi si rompe le gambe per davvero, nessuno le crede.
- Guest star: Aedin Minks
- Nota: in questo episodio è assente Cameron Parks.

## Football danzANTe
- Titolo originale: ballet dANTcer
- Diretto da: Bob Koherr
- Scritto da: Jeff Hodsen & Tim Pollock

### Trama
Violet, una bambina prodigio dello sport con problemi di rabbia, entra a far parte del programma A.N.T. Violet non ha paura dai ragazzi e dalle ragazze più grandi, tra cui Lexy, Chyna, e Olive. Visto che Lexy stava per fare uno spettacolo di danza classica, lei ordina a Chyna di tenergli lontano Violet. Nel frattempo, Cameron e Paisley prendono lezioni di guida.
- Nota: Quando è stato trasmesso per la prima volta è stato intitolato 'Football dANzante' al posto di 'Football danzANTe'.
- Guest star: Claire Engel, Alessandra De Berry

## Prove schiacciANTi
- Titolo originale: body of evidANTs
- Diretto da: Stephen Engel
- Scritto da: Stephen Engel

### Trama
Olive scopre che qualcuno ha sabotato Hegel, il suo robot domestico, sul quale ci sono dei segni dei cacciavite a stella. Ma scopre che il cacciavite si trova proprio nell'armadietto di Chyna. Così Chyna indaga chi sia il vero colpevole. Prima credono che sia stato Fletcher, poi Angus e poi Gibson. Ma alla fine capiscono che la morte del robot è stata dovuta al fatto che Chyna gli aveva dato troppo cibo.
- Nota: Chyna, in questo episodio, indossa un vestito con lo spacco davanti, uguale a quello di Violetta nell'episodio in cui bacia Diego davanti a tutti quelli che stavano guardando lo spettacolo dello Studio On Beat.
- Nota: in questo episodio è assente Cameron Parks.